# Strofa wagabundów
Strofa wagabundów – strofa czterowersowa, pisana trzynastozgłoskowcem ze średniówką po sylabie siódmej, męskim spadkiem w średniówce i żeńskim w klauzuli, występująca w średniowiecznej poezji łacińskiej. Z poezji łacińskiej strofa wagabundów przeniosła się do ówczesnej liryki polskiej. 
Patris sapientia, veritas divina,
Deus homo captus est hora matutina:
A notis discipulis cito derelictus:
A Iudaeis traditus, venditus, et afflictus.
(Horae Sanctae Crucis)
Jezus Chrystus, Bóg Człowiek, mądrość Oćca swego,
Po czwartkowej wieczerzy czasu jutrzennego,
Gdy się modlił w ogrodzie Oćcu Bogu swemu,
Zdradzon, jęt i wydań jest ludu żydowskiemu.
(Godzinki)
Strofą wagabundów posługiwał się też pierwszy wybitny polski poeta, Władysław z Gielniowa:
Jezusa Judasz przedał za pieniądze nędzne,
Bóg Ociec Syna wydał na zbawienie duszne.
Jezus kiedy wieczerzał, swe ciało rozdawał,
Apostoły swe smętne swoją krwią napawał.